# باشقیرسکی بارماک
باشقیرسکی بارماک (انگلیسی: Bashkirsky Barmak) یک شهرک در شهرستان زیانچورینسکی استان باشقیرستان کشور روسیه است.